# Sint-Christoffelkerk (Evergem)
De Sint-Christoffelkerk is een kerk in het Belgische dorp Evergem. Het is de dekenale kerk van dekenaat Evergem. Het is een classicistisch gebouw met toren en drie klokken uit de 18de eeuw. De kerk werd in 1995 beschermd als monument.

## Geschiedenis
Na een brand in de kerk in 1783 werd de Sint-Christoffelkerk in Evergem gebouwd in opdracht van Ferdinand M. de Lobkowitz, bisschop van Gent, naar de plannen van architect Frans Drieghe. De eerstesteenlegging was op 20 april 1785. In 1791 werden deze werken voltooid.
Doordat in 1918, aan het einde van de Eerste Wereldoorlog, de kerk door oorlogshandelingen werd vernield, werd er naar de plannen van A. Poppe een nieuwe kerk gebouwd. De bouw nam negen jaar in beslag en werd voltooid in 1927. In 1928 kwam er een Heilig Hartbeeld, oorlogsmonument, achter de kerk ter ere van de slachtoffers van de Eerste Wereldoorlog. Na de Tweede Wereldoorlog werd de kerk nogmaals gerestaureerd in 1959.

## Evenementen
Ieder jaar is er kermis met Pasen.

## Bedevaart
De Sint-Christoffelkerk is het oudste bedevaartsoord van de heilige Christoffel. Ieder jaar is er op Christoffelkermis een zegening van de weggebruikers (voetgangers, fietsers, autobestuurders) aan de Christoffelput op het Gilbert Braeckmanplein.

## Interieur (galerie)

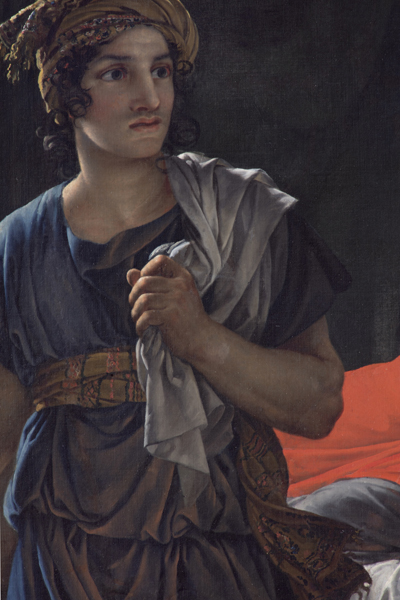
Emmausgangers (detail) (Joseph Paelinck)
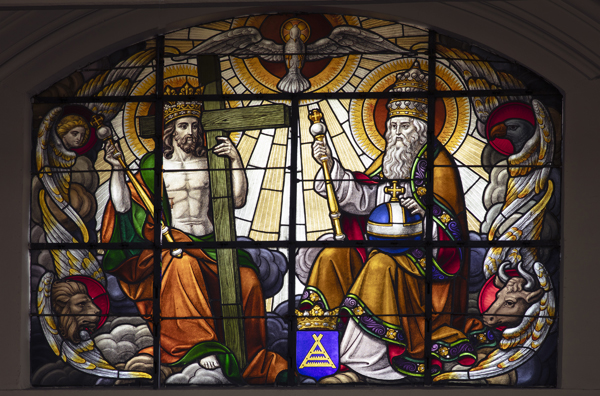
Drie-eenheid (glas-in-lood)
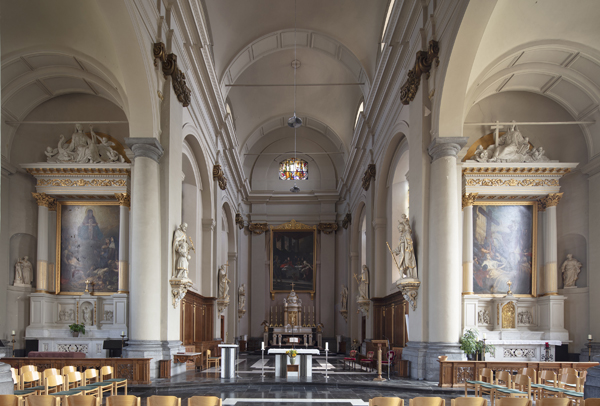
Interieur
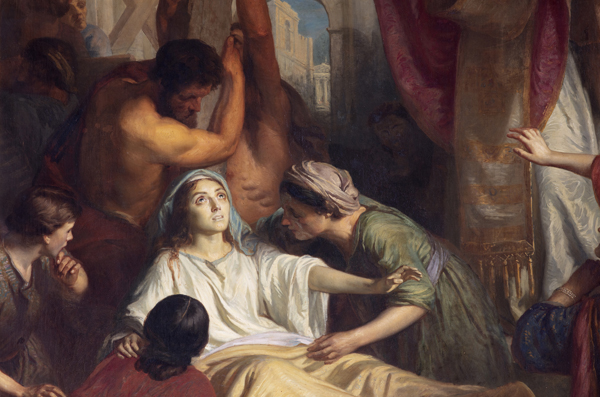
Heilige Kruisvinding (Joseph Pauwels)
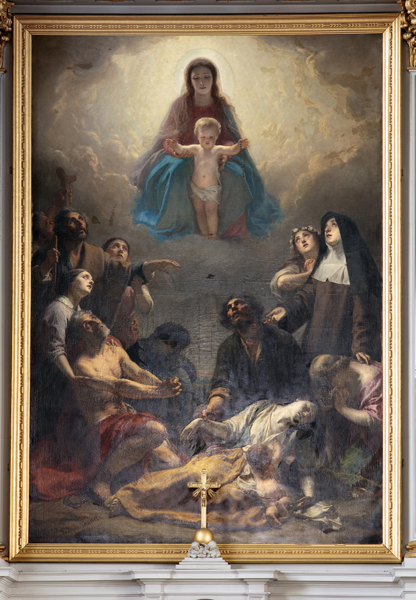
Madonna met Kind (Joseph Pauwels)